# Fly Away Home
Fly Away Home (bra: Voando para Casa; prt: Voando p'ra Casa) é um filme estadunidense de 1996, dos gêneros drama e aventura, dirigido por Carroll Ballard, com roteiro de Robert Rodat e Vince McKewin baseado no livro autobiográfico Father Goose, de Bill Lishman.
Foi indicado ao Oscar de melhor cinematografia, pelo trabalho de Caleb Deschanel.

## Sinopse
Após a trágica morte de sua mãe, Amy Alden (Anna Paquin) é uma triste menina de 13 anos que é enviada para viver com seu pai, o escultor Thomas (Jeff Daniels). Eles nunca foram muito próximos, de modo que os primeiros meses em sua nova casa são muito difíceis para ela. Um dia, ao encontrar um ninho cheio de ovos de ganso, Amy os leva para casa. Conforme as aves crescem, Amy sabe que terá de reconduzi-los ao bando, e ela faz desse desafio um meio de superar a dor.

## Elenco
- Jeff Daniels ... Thomas "Tom" Alden
- Anna Paquin ... Amy Alden
- Dana Delany ... Susan Barnes
- Terry Kinney ... David Alden
- Holter Graham ... Barry Stickland
- Jeremy Ratchford ... Glen Seifert
- Deborah Verginella ... Mãe de Amy
- Michael J. Reynolds ... General
- David Hemblen ... Dr. Killian
- Ken James ... Revelador
- Nora Ballard ... Jackie
- Sarena Paton ... Laura

## Recepção
No agregador de críticas dos Estados Unidos, o Rotten Tomatoes, na pontuação onde a equipe do site categoriza as opiniões da  grande mídia e da mídia independente apenas como positivas ou negativas, o filme tem um índice de aprovação de 88% calculado com base em 48 comentários dos críticos. Por comparação, com as mesmas opiniões sendo calculadas usando uma média aritmética ponderada, a nota alcançada é 7,3/10 que é seguida do consenso dizendo que é "bem atuado e lindamente filmado (...) oferece entretenimento reconfortante para espectadores de todas as idades. 
Roger Ebert disse que "há cenas individuais aqui que quase valem o preço do ingresso ... [incluindo] uma cena impressionante em que as torres de Baltimore se materializam da névoa, e os funcionários do escritório veem a garotinha e seus gansos voando pelas janelas." Janet Maslin, do The New York Times disse que "o Sr. Ballard transforma um filme infantil potencialmente melodramático em uma emocionante fábula dos anos 90".